# Godzięcin (Jeziorany)
Godzięcin (deutsch Mariensee) war ein Ort in der polnischen Woiwodschaft Ermland-Masuren. Seine Ortsstelle gehört zur Gmina Jeziorany (Stadt-und-Land-Gemeinde Seeburg) im Powiat Olsztyński (Kreis Allenstein).
Die Ortsstelle von Godzięcin liegt in der nördlichen Mitte der Woiwodschaft Ermland-Masuren, 30 Kilometer südwestlich der früheren Kreisstadt Rößel (polnisch Reszel) bzw. 25 Kilometer nordöstlich der heutigen Kreismetropole und auch Woiwodschaftshauptstadt Olsztyn (deutsch Allenstein).
Als Abbau Lossau wurde Mariensee 1846 gegründet. Am 19. Februar 1847 erhielt der kleine und  nur aus einem mittleren Hof bestehenden Ort den veränderten Namen. 150 Meter östlich errichtete man wenig später eine Ziegelei. Ab 1874 gehörte Mariensee zur Stadtgemeinde Jeziorany im ostpreußischen Kreis Rößel. 1885 zählte der kleine Ort 33 Einwohner, 1905 waren es 38.
Im Zusammenhang der Abtretung des gesamten südlichen Ostpreußen an Polen erhielt Mariensee die polnische Namensform „Godzięcin“. Aber eine offizielle Erwähnung des Ortes fand nach 1945 erkennbar nicht mehr statt. Godzięcin mag in der dann Jeziorany genannten Stadt aufgegangen sein. Die Ortsstelle ist nicht gekennzeichnet, sie liegt im Bereich der Stadt-und-Land-Gemeinde Jeziorany im Powiat Olsztyński (Kreis Allenstein).
Kirchlich war Mariensee bis 1945  zur Stadt Seeburg ausgerichtet: zur dortigen evangelischen Pfarrkirche und auch zur römisch-katholischen St.-Bartholomäus-Kirche.
Die Ortsstelle von Godzięcin liegt an einer Nebenstraße, die von Jeziorany über Krokowo (Krokau) mach Lamkowo (Groß Lemkendorf) führt.